# ТЕС Тенаян-Раян
0°32′22″ пн. ш. 101°31′16″ сх. д. / 0.53944° пн. ш. 101.52111° сх. д.
ТЕС Тенаян-Раян (ТЕС Ріау) – теплова електростанція, розташована у центральній частині індонезійського острова Суматра. 
В 2021 році на майданчику станції почав роботу парогазовий блок комбінованого циклу потужністю 275 МВт, в якому дві газові турбіни потужністю по 81 МВт живлять через котли-утилізатори одну парову турбіну з показником у 126 МВт. 
Для охолодження використовують воду із річки Сіак.
Видалення продуктів згоряння відбувається через два димарі заввишки 45 метрів.
Станція використовує природний газ, постачання якого відбувається через спеціально прокладену перемичку довжиною 40 км та діаметром 300 мм до газопроводу Гріссік – Дурі.
Видача продукції відбувається по ЛЕП, розрахованій на роботу під напругою 150 кВ.
Проект реалізували через компанія PT Medco Ratch Power Riau, власниками якої є індонезійська PT Medco Power Indonesia і тайська Ratchaburi Electricity Generating Holding.